# 18321 Бобров
18321 Бобров (18321 Bobrov) — астероїд головного поясу, відкритий 25 жовтня 1982 року.
Тіссеранів параметр щодо Юпітера — 3,307.